# Scafati Basket 2022-2023
Questa voce raccoglie le informazioni riguardanti la Scafati Basket nelle competizioni ufficiali della stagione 2022-2023.

## Stagione
La stagione 2022-2023 della Scafati Basket sponsorizzata Givova, è la 3ª nel massimo campionato italiano di pallacanestro, la Serie A.
Per la composizione del roster si decise di optare per la scelta della formula con 5 giocatori stranieri senza vincoli. Tuttavia a novembre venne cambiata scelta, decidendo di passare alla formula con 6 giocatori stranieri sempre senza vincoli.

## Organigramma societario
Dal sito internet della società.
Area dirigenziale
- Proprietario: Aniello Longobardi
- Presidente: Alessandro Rossano
- Vicepresidente: Daniela Fava
- Vicepresidente: Luigi Di Lallo
- Amministratore Delegato: Alessandro Rossano
- General Manager: Gino Guastaferro
- Responsabile area tecnica e dirigenziale: Enrico Longobardi
- Direttore Sportivo: Antimo Lubrano

Area tecnica
- Allenatore: Stefano Sacripanti
- Vice allenatore: Marco Ciarpella
- Vice allenatore: Emanuele Mazzalupi
- Preparatore atletico: Elia Confessore
- Responsabile settore giovanile: Alessandro Carrozzo
- Team Manager: Pasquale Luca Di Palma

Area medica
- Medico: Giuseppe Tortora
- Medico: Renato Acanfora
- Medico: Andrea Inserra
- Massofisioterapista: Angelo Carmando

Area marketing&ticketing
- Addetto Stampa: Antonio Pollioso
- Responsabile Marketing e Social Media Manager: Nancy Daviducci
- Ticketing manager: Martina Cirillo

## Roster
Aggiornato al 27 novembre 2022.
| Givova Scafati Basket 2022-2023 | Givova Scafati Basket 2022-2023 |
| Giocatori                       | Staff tecnico                   |
| ------------------------------- | ------------------------------- |

| N. | Naz.                                        | Ruolo | Nome                      | Anno | Alt.   | Peso   |  |
| -- | ------------------------------------------- | ----- | ------------------------- | ---- | ------ | ------ |  |
| 00 | Stati Uniti (bandiera)                      | P     | Julyan Stone              | 1988 | 198 cm | 95 kg  |  |
| 1  | Stati Uniti (bandiera)                      | G     | Doron Lamb                | 1991 | 193 cm | 95 kg  |  |
| 5  | Stati Uniti (bandiera) · Nigeria (bandiera) | A     | Stan Okoye                | 1991 | 198 cm | 98 kg  |  |
| 7  | Italia (bandiera)                           | P     | Emanuele Caiazza          | 2003 | 180 cm | 70 kg  |  |
| 9  | Italia (bandiera)                           | AP    | Fabio Mian                | 1992 | 196 cm | 88 kg  |  |
| 10 | Slovenia (bandiera)                         | C     | Martin Krampelj           | 1995 | 206 cm | 107 kg |  |
| 11 | Stati Uniti (bandiera) · Senegal (bandiera) | PG    | Clevin Hannah             | 1987 | 179 cm | 71 kg  |  |
| 12 | Stati Uniti (bandiera)                      | AC    | Kruize Pinkins            | 1992 | 201 cm | 104 kg |  |
| 13 | Italia (bandiera)                           | C     | Quirino De Laurentiis     | 1992 | 206 cm | 107 kg |  |
| 15 | Italia (bandiera)                           | AG    | Aristide Landi            | 1994 | 203 cm | 107 kg |  |
| 18 | Italia (bandiera)                           | G     | Riccardo Rossato (C)      | 1996 | 190 cm | 85 kg  |  |
| 20 | Stati Uniti (bandiera)                      | AP    | Myke Henry                | 1992 | 198 cm | 108 kg |  |
| 24 | Italia (bandiera)                           | P     | Matteo Imbrò              | 1994 | 192 cm | 86 kg  |  |
| 26 | Lettonia (bandiera)                         | AC    | Artjoms Butjankovs        | 1991 | 205 cm | 100 kg |  |
| 32 | Italia (bandiera)                           | P     | Diego Monaldi             | 1992 | 185 cm | 78 kg  |  |
| 32 | Stati Uniti (bandiera)                      | C     | Trevor Thompson           | 1994 | 213 cm | 113 kg |  |
| 35 | Italia (bandiera)                           | A     | Iris Ikangi               | 1994 | 200 cm | 88 kg  |  |
| 38 | Georgia (bandiera) · Italia (bandiera)      | C     | Roman Tchintcharauli      | 2002 | 205 cm | 100 kg |  |
| 40 | Stati Uniti (bandiera) · Polonia (bandiera) | G     | David Logan               | 1982 | 185 cm | 77 kg  |  |
| 45 | Italia (bandiera)                           | G     | Emanuele Morvillo         | 2005 | 187 cm | 80 kg  |  |
| -  | Italia (bandiera)                           |       | Davide Cecchin            | 2003 |        |        |  |
| -  | Italia (bandiera)                           | GA    | Robert Fonisto            | 2004 | 192 cm |        |  |
| -  | Italia (bandiera)                           | AG    | Kennedy Imade             | 2005 | 196 cm |        |  |
| -  | Italia (bandiera)                           |       | Pierfrancesco Sangiovanni | 2006 |        |        |  |

| Allenatore |
| - Alessandro Rossi (fino all'8 novembre) - Attilio Caja (dal 9 novembre fino al 14 febbraio) - Stefano Sacripanti (dal 15 febbraio) |
| Assistente/i |
| - Marco Ciarpella - Emanuele Mazzalupi Legenda - (C) Capitano - (IN) Inattivo - Infortunato                                         |

## Mercato

### Sessione estiva
| Acquisti | Acquisti        | Acquisti          | Acquisti   | Acquisti |
| R.       | Nome            | da                | Modalità   |          |
| -------- | --------------- | ----------------- | ---------- | -------- |
| P        | Julyan Stone    | Reyer Venezia     | svincolato |          |
| G        | Doron Lamb      | V.L. Pesaro       | svincolato |          |
| AP       | Myke Henry      | Īraklīs Salonicco | svincolato |          |
| AG       | Aristide Landi  | Basket Torino     | svincolato |          |
| AC       | Kruize Pinkins  | Limoges CSP       | svincolato |          |
| C        | Trevor Thompson | Zara              | svincolato |          |

| Cessioni | Cessioni           | Cessioni          | Cessioni       | Cessioni |
| R.       | Nome               | a                 | Modalità       |          |
| -------- | ------------------ | ----------------- | -------------- | -------- |
| P        | Matteo Parravicini | Nardò Basket      | fine contratto |          |
| PG       | David Cournooh     | Brescia           | fine contratto |          |
| G        | Rotnei Clarke      | Free agent        | fine contratto |          |
| AG       | Valerio Cucci      | Fortitudo Bologna | fine contratto |          |
| AG       | Joseph Mobio       | Vanoli Cremona    | fine contratto |          |
| C        | Ed Daniel          | San Severo        | fine contratto |          |

### Dopo l'inizio della stagione
| Acquisti | Acquisti           | Acquisti            | Acquisti         | Acquisti   |
| R.       | Nome               | da                  | Data             | Modalità   |
| -------- | ------------------ | ------------------- | ---------------- | ---------- |
| G        | David Logan        | Free agent          | 17 ottobre 2022  | svincolato |
| AC       | Artjoms Butjankovs | Donar Groningen     | 15 novembre 2022 | svincolato |
| P        | Matteo Imbrò       | Scaligera Verona    | 24 novembre 2022 | svincolato |
| A        | Stan Okoye         | Strasburgo          | 6 dicembre 2022  | svincolato |
| AP       | Fabio Mian         | Amici Pall. Udinese | 28 dicembre 2022 | svincolato |
| PG       | Clevin Hannah      | Fuenlabrada         | 23 gennaio 2023  | svincolato |
| C        | Martin Krampelj    | Dąbrowa Górnicza    | 22 marzo 2023    | svincolato |

| Cessioni | Cessioni           | Cessioni            | Cessioni         | Cessioni    |
| R.       | Nome               | a                   | Data             | Modalità    |
| -------- | ------------------ | ------------------- | ---------------- | ----------- |
| AP       | Iris Ikangi        | Basket Torino       | 8 novembre 2022  | rescissione |
| AP       | Myke Henry         | Free agent          | 12 novembre 2022 | rescissione |
| AG       | Aristide Landi     | Rinascita B. Rimini | 23 novembre 2022 | rescissione |
| P        | Diego Monaldi      | Amici Pall. Udinese | 27 dicembre 2022 | rescissione |
| G        | Doron Lamb         | N.B. Brindisi       | 18 gennaio 2023  | rescissione |
| AC       | Artjoms Butjankovs | Free agent          | 3 aprile 2023    | rescissione |